# Katholieke Universiteit Brussel
La Katholieke Universiteit Brussel conosciuta con il nome olandese o Université catholique de Bruxelles con il nome francese, è stata un'università belga di lingua olandese situata a Bruxelles. Ha avuto origine dalla sezione olandese delle Facoltà universitarie Saint-Louis, anch'essa situata a Bruxelles, originariamente era chiamata Facoltà universitarie Sint-Aloysius.
Era la più piccola università di lingua olandese in Belgio, ma anche la più piccola università di Bruxelles.

## Storia
Nel 1858 è stato fondato l'Istituto Saint-Louis, contenente sia una sezione secondaria che una sezione superiore di filosofia. Quest'ultima avrà sempre più indipendenza divenendo nota come Facoltà Saint-Louis. Nel 1925, è stata aperta una sezione di lingua olandese, Sint-Aloysius. L'università diventerà indipendente nel 1969 sotto il nome di Universitarie Faculteiten Sint-Aloysius.
Nel 1991, ha assunto il nome di Katholieke Universiteit Brussel o Université catholique de Bruxelles in francese.
All'inizio dell'anno accademico 2006-2007, il governo fiammingo ha deciso di chiudere le sezioni di Filosofia e Lettere, di trasferire le sezioni di Gestione Economica e Ingegneria Commerciale all'EHSAL, di chiudere le sezioni di Comunicazione e Sociologia e fondere la Sezione di Scienze Politiche con la Facoltà di Giurisprudenza.
A partire dal 2013, la Katholieke Universiteit Brussel fa parte del KU Leuven Campus Brussel.